# 大本彩乃
大本 彩乃（おおもと あやの、1988年9月20日 - ）は、日本の女性歌手で、テクノポップユニット・Perfumeのメンバー。愛称は「のっち」。髪型はボブ。服装は主にショートパンツ。身長164cm。血液型A型。広島県福山市出身。アミューズ所属。

## 来歴
広島県福山市出身。堀越高等学校卒業。その後は都内の大学に在学していたが、2008年までに中退。
1999年春、かしゆか、あ〜ちゃんと共に、広島市の芸能スクール アクターズスクール広島の1期生として入校。
小学6年生当時の2000年、第24回ひろしまフラワーフェスティバル出演時には、スクール内の別グループ「ハッピーベイビー」に所属しており、最初期のPerfume（当時はぱふゅ〜む）と出会う。
同年夏、芸能事務所アミューズによる「N.Y.体験レッスン・Amuse Audition 2000」広島地区大会にてグランプリを獲得。
2001年夏、ぱふゅ〜むからメンバーが1人抜けた後、あ〜ちゃんが自身の親・かしゆかの親・アクターズスクール広島の講師らと検討を重ねた末に、別のスクール生をスカウトしたが断られたため、遅刻は多いが歌やダンスが上手で、年齢や体格なども近い同期生ののっちをスカウトすることに決めた。
そして、当時別のユニットで活動しており、あ〜ちゃん曰く「スクール1の歌姫」であったのっちに、以前から面識のあったあ〜ちゃんが「ぱふゅ〜む入らない？」と、スクールのエレベーターの中で声をかけた。それに対しのっちは「入る入る！」とチョコ・スティック・パンをほおばりながら快諾し加入。ちなみにかしゆかは、新しいメンバーを検討していることも、のっちに声をかけたことも、全て後になって知らされたという。
なお、アクターズスクール広島時代には、発表会用にいくつかのシャッフルユニットが組まれ、のっちを中心とする「ラ・アヤノータ（「彩乃」から）」というグループもあった（かしゆか・あ〜ちゃんはいない）。また、青木紗知歩、三野明香と組んだ3人組ユニットは、のっちがぱふゅ〜むに加入した後にも、発表会のみならず、イベントにもしばしば出演していた。
2001年夏、BSフジの音楽番組「club TK」出演（放映は2002年12月23日）。
2002年3月、アクターズスクール広島「もみじレーベル」よりシングル「OMAJINAI★ペロリ」で「ぱふゅ〜む」の一員としてインディーズデビューした。
同年、ジョンソン・エンド・ジョンソンの洗顔フォーム「Clean&Clear」のグラフィック広告モデルを務めた。
2003年3月、かしゆか、あ〜ちゃん、青木紗知歩、Mebiusの岡田賀江とともにアクターズスクール広島を卒業。
2020年1月1日、音楽ナタリーにて「のっちはゲームがしたい」というタイトルで、不定期でのゲームに関するweb連載を開始した。
2022年10月30日、個人のInstagram公式アカウントのっち NOCCHi (@nocchi.prfm_p000002) - Instagramを開設した。
2024年5月29日、椎名林檎のアルバム『放生会』に収録されている楽曲「初KO勝ち」にゲストヴォーカルとして参加。ソロとしての音楽作品への参加はこれが初、Perfumeのメンバーとしても大本が初めてだった。『CDTV』同年6月3日放送分にも椎名と一緒に出演し、「初KO勝ち」をTV初披露した。

## 人物
- 広島県[3][4]福山市[5]出身。中学2年生を修了し、上京する14歳まで過ごした[54][11]。広島市とは方言が異なる福山市（福山弁が使われている）で生まれ育った影響で、メンバーの中では最も広島弁が出にくく、メンバー同士の会話以外では広島弁が出ることが少ない。大学での一般の友人との会話では、ほぼ全て首都圏方言を用いていた。これはかしゆかも同様[55]。
- 2019年から愛猫「ニア」（ブリティッシュショートヘア　女の子 8月4日生まれ[56]）を飼っていることを公表している[57][58][59]。
- 愛称の「のっち」は、「あやのっち（彩乃っち）」 → 「やのっち」 → 「のっち」と変化したもの[60]。

### 容姿
- 私服・衣装共に、パンツスタイルが主[61][10][62][63]（「不自然なガール/ナチュラルに恋して」や「Spending all my time」のPVではスカート姿も見られる）。私服ではストールを巻いていることが多い[64]。
- インディーズ活動時の髪型はロングだったが、上京後にのっちが「三人が並んだ写真を見たときにちょっと重すぎるかな」と感じて、髪を切ったタイミングで[65][11]、何となく決まった[66]。メジャーデビュー後はボブにしている[67][68][12]。

### 趣味・特技
- 趣味の漫画[69]、アニメ鑑賞[70]については、インタビュー[62]や連載[71]などで触れており、『Perfume LOCKS!』（TOKYO FM）などで一色まこと『ピアノの森[72]』[73]をお気に入りの作品として挙げている。
- おすすめの本として、雨宮まみ『女の子よ銃を取れ[74]』[75][76]、 海野弘『ヨーロッパの装飾と文様[77]』[78]、 千原ジュニア『すなわち、便所は宇宙である[79]』、高田純次 、茂木健一郎『裏切りの流儀 - あらゆることはバランスで成り立っている[80]』[81]などを挙げたことがある。
- ゲーマー[82][83]で、インタビューやPerfumeの連載コラムan・an「新・Perfumeのそれってわからん! のっちのイチブ」[84]でもおすすめのゲームを紹介しており、PSPを常に持ち歩いていた時期もあった[85]。2020年には、Perfumeオンラインフェス「"P.O.P" Festival（Perfume Online Present Festival）」内のプログラムの一つであるソロ番組「のっちは◯◯とゲームがしたい！[86]」にて、一緒にプレイしたい相手を迎えてゲーム配信を行った[87]。2022年には、音楽ナタリーでの連載[88]にて、Crazy Raccoonに所属するストリーマーのカワセ、Franciscoと「Apex Legends」オンライン対戦のバトルロイヤルをプレイしている[89]。
- はじめて自分でクリアしたロールプレイングゲームは、2005年12月に発売されたシリーズ10周年記念作『テイルズ オブ ジ アビス』[90][91]。
- 好きな音楽は、男性ボーカルものばかりで[92]、自分一人だけでライブに行くこともある[93]。女性ボーカルで傾倒しているのは、東京事変[94][95]とそれで知った椎名林檎[96]の楽曲。女性グループではももいろクローバーZが好きだとしている[97][98]。また、アニメ『坂道のアポロン』が好きで、音楽について他の代表作の名も挙げて好感を示し、「菅野よう子さんとジャズに恋してます」などとコメントし、チェット・ベイカー、ジョン・コルトレーン、チック・コリア、デイヴ・ブルーベックを聴いたことを挙げた[71]。
- 好きだったテレビ番組は『内村プロデュース』（テレビ朝日系）で、「終わると聞いたときは信じられなくてショックでした」と語っている。また、現在放送中の番組では、同局の『アメトーーク!』を好きな番組として挙げている[99]。
- Perfumeのファンを公言していた ほしのディスコ（パーパー）が、芸名を改名した際の「三人合わせて星野です」（さんにんあわせてほしのです）は、2018年8月14日に放送された『ウチのガヤがすみません!』（日本テレビ）の企画として提案したもの[100]。この芸名はPerfume定番の挨拶「三人合わせてPerfumeです」に由来し、ほしのは以前から「もしPerfumeに会えたら『ディスコ』をお返ししないといけない」と思っており、この番組で本当に会えたことで「ディスコ」を返すことに決めたのが改名のきっかけだったが[101]、2019年12月31日、自身のブログにて芸名を元のほしのディスコに戻す旨を発表した[102]。
- カラオケの十八番は、YUIの『LIFE』[103]など。
- 特技は、細かい作業を延々続ける、桁呼称（一から無量大数まで）と必須アミノ酸を暗誦出来ること[104][105]。また、キャベツ等の千切り[106]も特技として挙げている。
- アクターズスクール広島に入る前だった9歳の頃に、地元でジャズダンスを習った[105][107]。
- ダンスが上手く、PASSPO☆の振付師・竹中夏海は、のっちを「最強のアイドルダンサー、別格！」と評している。「Perfumeの振付師であるMIKIKOさんが伝えたいことを、メンバーの中で最も体現できているように思えます[108]」と説明している。また、Perfumeの振付師・演出家・MIKIKO[109]は、「Perfumeになるときの自分が好きだから踊っている子なんですよね。彼女は三人のなかで一番無口だし、休みの日は家にこもっているようなタイプなんだけど、本当に音楽が大好きで、自分が音になる瞬間を求めて踊っている。リハーサルのときから、彼女はキラキラしているから[110]」と評している。
- 2014年秋にメンバー内で最初に運転免許を取得[111]するも、2016年春の時点ではペーパードライバーとのことである[63][112]。
- メンバーの中では最も口数が少なく[113][110]、涙もろいあ〜ちゃんとは対照的にクールな印象を与えている反面、自身もライブ等で泣いてしまうなどかなり涙もろい一面もある。メディア露出が増えた2008年初頭以降、あ〜ちゃんのトークに多々出てくる独特の擬態語・擬声語をかしゆかと交互に解説する場面が増えており、「通訳」と呼ばれることがある。また、話にオチがなかったり、マイペース[62]なところがある[114][115][116]。
- 普段から、アロンアルフアを携帯している。本人によれば、靴や鞄などがよく壊れるので、それを直すためとのこと[33]。
- 『Perfume LOCKS!』内では試行錯誤の末、何にでも興味を持つこどものっち（かしゆかはかしゆかばーさん。あ〜ちゃんは気になる姫（気になるDJ、気になるピジョン、ば〜ちゃん）。）というキャラに決まったかのように見えたが、再度試行錯誤を始め（理由は不明）、今では正式なキャラは決まっていない。一応、SCHOOL OF LOCK!はこどものっち推しである[13]。

- 声優・アーティストの宮野真守のファンであり、自身のライブパフォーマンスに対する考え方を変えた人物だとしている[117][118]。
- 声優・女優・アーティストの花澤香菜[119][120]や、坂本真綾[121][122]、バーチャルライバー・バーチャルアイドルの月ノ美兎[123]とプライベートで交友していることが明かされている[87]。

## 作品

### コラボレーション
| No. | 発売日        | タイトル | 参加アーティスト | 収録アルバム | 脚注    |
| --- | ------------- | -------- | ---------------- | ------------ | ------- |
| 1   | 2024年5月29日 | 初KO勝ち | 椎名林檎とのっち | 放生会       | [ 126 ] |

## 出演

### TV
- 雑居ビルの奥のおく「カンダダの迷宮[127]」（NHK、2019年8月6日）[128][129]

### デジタル配信コンテンツ
| 配信日                                   | コンテンツ名                                               | タイトル | 配信元                           | 備考・脚注                 |
| ---------------------------------------- | ---------------------------------------------------------- | --- | -------------------------------- | -------------------------- |
| 2017年6月4日                             | Amuse Fes in MAKUHARI 2017 - rediscover -                  | 【アスマート】Amuse Fes in MAKUHARI 2017 - rediscover - 購買部 - - YouTube                                                                                  | アスマート - YouTubeチャンネル   | 藤原さくらと共にゲスト出演 |
| 2020年11月28日                           | のっちはゲームがしたい！動画シリーズ - YouTubeプレイリスト | Perfumeのっちのゲーム番組「のっちは◯◯とゲームがしたい！」ダイジェストムービー- - YouTube                                                                    | 音楽ナタリー - YouTubeチャンネル | [ 87 ]                     |
| 2021年5月20日                            | のっちはゲームがしたい！動画シリーズ - YouTubeプレイリスト | 【ドッキリ】Perfumeのっち撮影中に突然モルガナが - YouTube                                                                                                   | 音楽ナタリー - YouTubeチャンネル | [ 131 ]                    |
| 2022年2月18日                            | のっちはゲームがしたい！動画シリーズ - YouTubeプレイリスト | 【Apex】初心者Perfumeのっちさんが、CRカワセさん＆シスコさんと組んでチャンピオンを目指す！- - YouTube                                                        | 音楽ナタリー - YouTubeチャンネル | [ 132 ]                    |
| 2022年9月10日                            | のっちはゲームがしたい！動画シリーズ - YouTubeプレイリスト | 【サンブレイク】Perfumeのっちがボイス収録に挑戦！さっそく実装してプレイしてみました【モンハンライズ】 - YouTube                                             | 音楽ナタリー - YouTubeチャンネル | [ 133 ]                    |
| 2022年9月10日                            | のっちはゲームがしたい！動画シリーズ - YouTubeプレイリスト | Perfumeのっちさん、コジマプロダクションを訪問しルーデンスの部屋へ！ - YouTube                                                                               | 音楽ナタリー - YouTubeチャンネル | [ 134 ]                    |
| 2023年2月15日                            | のっちはゲームがしたい！動画シリーズ - YouTubeプレイリスト | 【Perfume】チャンピオンのち誕生【ポケモンSV】 - YouTube | 音楽ナタリー - YouTubeチャンネル | [ 135 ]                    |
| 2023年12月3日                            | のっちはゲームがしたい！動画シリーズ - YouTubeプレイリスト | 【ポケカ】Perfumeのっちさん初めてのパック開封、1袋目でいきなりあのカードを……！ - YouTube                                                                    | 音楽ナタリー - YouTubeチャンネル | [ 136 ]                    |
| 2023年12月3日                            | のっちはゲームがしたい！動画シリーズ - YouTubeプレイリスト | 【ポケカ】初心者Perfumeのっちさん、初めてのカードバトルに挑戦！ - YouTube                                                                                   | 音楽ナタリー - YouTubeチャンネル | [ 136 ]                    |
| 2021年1月30日12:00 〜 2021年1月31日23:59 | マツリー特別編「のっちは音ゲーがしたい！」                 | 【マツリー】Perfumeのっちさん、でんぱ組.inc古川未鈴さん、chelmicoのRachelさん、凛として時雨のピエール中野さん参加「のっちは音ゲーがしたい！」予告 - YouTube | 音楽ナタリー - YouTubeチャンネル | [ 138 ] [ 50 ] [ 139 ]     |
| 2021年1月30日12:00 〜 2021年1月31日23:59 | マツリー特別編「のっちは音ゲーがしたい！」                 | 【マツリー】「のっちは音ゲーがしたい！」Perfumeのっちさん、でんぱ組.inc古川未鈴さん、凛として時雨ピエール中野さん、chelmico Rachelさんコメント - YouTube    | 音楽ナタリー - YouTubeチャンネル | [ 138 ] [ 50 ] [ 139 ]     |

### スチール
- 洗顔フォーム「Clean&Clear[47]」（ジョンソン・エンド・ジョンソン、2002年) - グラフィック広告モデル[48]

## 執筆活動

### Web連載
- 「のっちはゲームがしたい![140]」（2020年1月1日 - 連載中、音楽ナタリー、不定期連載）[50][51]
  - 「のっちはゲームがしたい!の本」として書籍化（著：のっちと音楽ナタリー編集部）。2024年12月6日発売、KADOKAWA、ISBN 978-4048977609。

### コメント寄稿

#### 書籍
- 「さくら学院10th Anniversary『Thank you… 』」（2021年2月14日 受注期間限定生産、アミューズ、スペシャルメッセージ寄稿）[141]

#### 雑誌
- 『TokyoWalker 2014 No.14』、KADOKAWA TokyoWalker編集部、2014年、104頁、ASIN B00LTCDLP4。（2014年7月15日、BOOKインタビュー）
- 『WITH
 2017年7月号』、講談社 WITH編集部、2017年、14頁、ASIN B06XZCCT4F。（2017年5月27日、コメント寄稿）

#### Web
- 赤い公園 3rd Album『純情ランドセル[142][143]』（2016年3月1日、メッセージ寄稿）[144]
- 女王蜂 5th Full Album『Q[145]』（2017年4月14日、メッセージ寄稿）[146][110]
- la la larks 1st Full Album『Culture Vulture[147]』（2017年8月30日、メッセージ寄稿）[148][149]
- 東京事変 オールタイムベストアルバム「総合」発売記念特集｜東京事変を愛する8名選曲のプレイリスト[94][150][151]（2021年12月17日、音楽ナタリー、メッセージ寄稿）[95]